# Port lotniczy Gudauta
Port lotniczy Gudauta – port lotniczy położony w mieście Gudauta w Gruzji (Abchazja).